# 普夏达里亚河

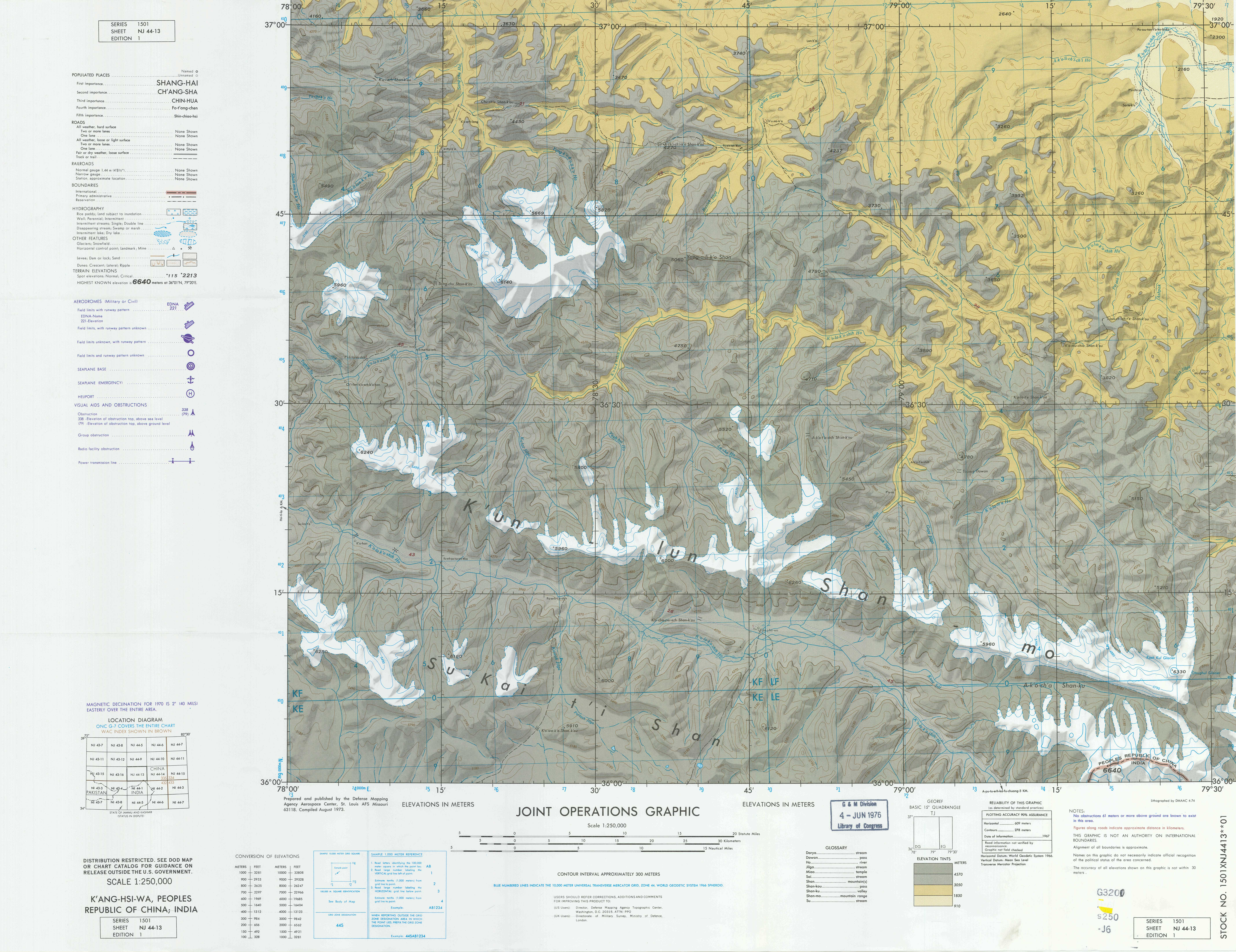
喀拉喀什河上游地区的地圖（DMA, 1973年），普夏达里亚河（Pusha Jilga）位于图中部。

普夏达里亚河(Pusha Jilga, 36°22′22″N 78°59′23″E / 36.37278°N 78.98972°E)，位于中华人民共和国新疆维吾尔自治区和田县南部昆仑山地区的一条河流，是喀拉喀什河右岸支流，发源于昆仑山脉的印地他什冰川达坂，自西南向东北流18千米后，右纳果帕达里亚河后转北流，最后注入喀拉喀什河。河长38.4千米，流域面积688平方千米，年均径流量约1.13亿立方米。流域内崇山峻岭，交通不便，人迹罕至。
2020年和田县人民政府发布的《和田县规模以下河流管理范围划定报告》中，普夏达里亚河河长45千米，流域面积684平方千米。